# Gustavo Bombín Espino

Gustavo Bombín Espino O.SS.T. (San Llorente, 24 september 1960) is een Spaans Rooms-Katholiek missiebisschop in Madagaskar. 
Hij trad in in de Orde van de Trinitairen en werd op 21 maart 1987 tot priester gewijd. Hij werd in 2003 aangesteld als bisschop van Tsiroanomandidy in Madagaskar en in 2017 van het jonge bisdom Maintirano.